# Daffy Duck's Movie: Fantastic Island
Daffy Duck's Movie: Fantastic Island (em Portugal: Um filme de Daffy Duck: A ilha fantástica) é um filme dos Looney Tunes produzido e realizado por Friz Freleng em 1983 para a Warner Bros.. O filme de animação é baseado na série de 1977, "Fantasy Island" (em Portugal: "Ilha da Fantasia" ), com Daffy Duck e Speedy Gonzales a interpretarem os papeis de Mr. Roarke e Tattoo e a relacionarem-se quase como eles.   

## Sinopse
Daffy (Patolino) e Speedy (Ligeirinho) estão há meses presos numa ilha após um naufrágio e a única que têm para comer é cocos. Um dia, o azar de Daffy e Speedy muda quando avistam navios (aparentemente de piratas) e começaram a chamar por eles para os salvar da ilha e quando um dos navios vai pelos ares, uma arca cai em cima de Daffy que tem um mapa lá dentro e descobrem um poço que torna os desejos realidade e avisa-os que só com o mapa conseguem falar com ele e graças a essa sorte, criam um negócio, mas os sarilhos começam quando dono do mapa começa a procurá-lo...

## Dublagens
| Personagens     | Inglês       | Português     |
| --------------- | ------------ | ------------- |
| Daffy Duck      | Mel Blanc    | Carlos Freixo |
| Speedy Gonzales | Mel Blanc    | André Maia    |
| Yosemite Sam    | Mel Blanc    | Paulo B.      |
| Foghorn Leghorn | Mel Blanc    | Carlos Freixo |
| Tazmanian Devil | Mel Blanc    | Paulo B.      |
| Bugs Bunny      | Mel Blanc    | Paulo Oom     |
| Sylvester       | Mel Blanc    | Carlos Freixo |
| Tweety          | Mel Blanc    | Paula Fonseca |
| Granny          | June Foray   | Isabel Ribas  |
| Prissy          | June Foray   | Paula Fonseca |
| Poço            | Les Tremayne | Carlos Freixo |

## Episódios clássicos usados
- "Captain Hareblower" (Pirata Sam vs. Bugs Bunny).
- "Stupor Duck" (o desejo de Daffy).
- "Greedy For Tweety" (o desejo da avó).
- "Banty Raids" (o desejo de Foghorn).
- "Louvre come back to me!" (O desejo de Pepé Le Pew).
- "Tree for Two" (Spike e o desejo de Chester).
- "Curtain Razor" (desejo de Porky Pig).
- "A Mouse Divided" (desejo da esposa de Sylvester).
- "Lovelorn Leghorn" (o desejo de Prissy, com a abertura do primeiro e o enredo do último).
- "From Hare to Heir" (desejo do Pirata Sam, desejo final de mostrar um desenho clássico de Looney Tunes).

## VHS/DVD
Em Portugal, o filme foi selecionado em 1998 para ser editado e dobrado para a coleção VHS da Warner Kids - Espetáculo. Em 2007, o filme regressou ao mercado em DVD. O filme é o volume 16 da coleção. 